# Zombis Nazis
Zombis Nazis (Título original Død snø, literalmente Nieve muerta) es una película noruega del 2009 de comedia gore de zombis, dirigida por Tommy Wirkola, protagonizada por Charlotte Frogner, Stig Frode Henriksen, Bjørn Sundquist, Ane Dahl Torp, y Jenny Skavlan. La película se centra en un grupo de estudiantes que es atacado por un ejército de zombis nazis en las montañas de Noruega. La película parodia ligeramente a las películas Slasher y la cultura popular nórdica. 

## Trama
La película empieza con Sara, una muchacha que está siendo perseguida en las nieves de Noruega. Finalmente es acorralada y comida por sus captores, unos zombis que resultan ser nazis de la Segunda Guerra Mundial.
Siete estudiantes en las vacaciones de pascua viajan a una pequeña cabaña cerca de Øksfjord. La cabaña es propiedad de Sara, la novia de Vegard (de la cual desconocen que ha muerto). El grupo, después de llegar e instalarse, comienza a beber y estar de fiesta hasta que un caminante misterioso llega. Él les cuenta la oscura historia de la región: durante la Segunda Guerra Mundial un grupo de la Einsatzgruppen (fuerza operativa militar alemana), dirigido por un Standartenführer (jefe de regimiento), ocuparon la zona. Durante tres años, los nazis abusaron de la población local.
Cerca del final de la guerra, cuando la derrota de Alemania se avecinaba, los soldados saquearon todos los objetos de valor de la ciudad. Sin embargo, los ciudadanos organizaron un levantamiento y les tendieron una emboscada, matando a casi todo el pelotón. Los supervivientes, entre ellos el comandante Herzog, fueron perseguidos por las montañas, y se creyó que todos ellos murieron congelados. 

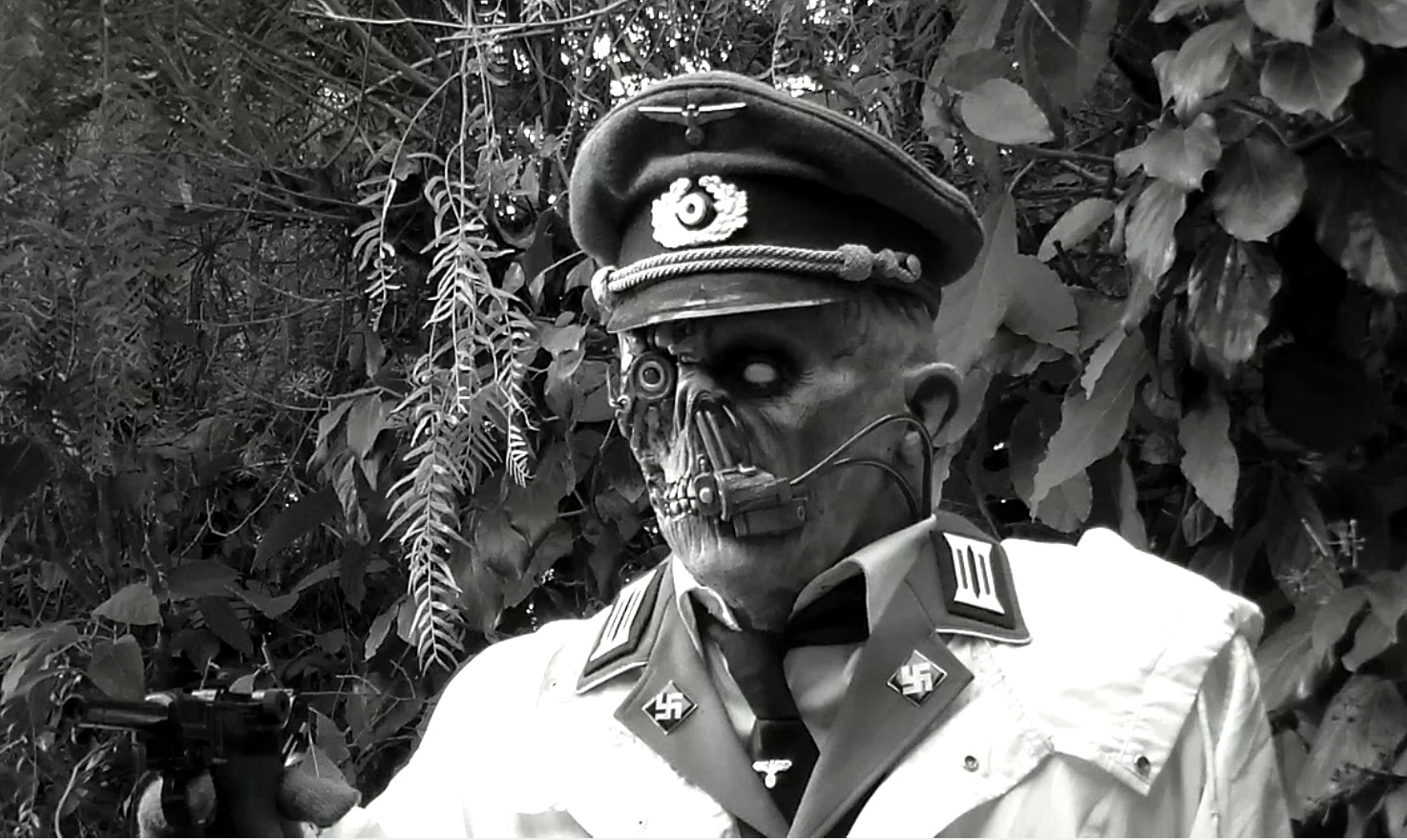
Un zombi Nazi

Esa noche, después de haberse ido el visitante, Vegard despierta y ve a Sara, pero ella lo ignora y se va. Vegard la sigue, y encuentra el exterior cubierto de sangre. Vegard repentinamente se despierta en su cama, dándose cuenta de que todo había sido un sueño. Mientras tanto, el excursionista que los visitó, ha establecido un campamento en las montañas y está cenando cuando se ve perturbado por un ruido fuera. Al investigar, es asesinado por un zombi.
A la mañana siguiente, Vegard, en busca de Sara, descubre el cuerpo del excursionista. Buscando alguna otra pista, cae a través de la nieve en una cueva y queda inconsciente. Después de la puesta del sol, en la cabaña, Erland encuentra una vieja caja de madera llena de objetos de valor y baratijas de oro. Entonces el grupo lo festeja y deciden esperar a Vegard y Sara para repartirse el botín (aunque la mayoría roba alguna baratija). Erlend va a la letrina, donde él y Chris tienen sexo. Después, Erlend decide volver a la cabina y sin darse cuenta, deja caer una moneda de oro. Chris es atacada por un zombi y acaba muriendo. Los otros salen a buscarla y encuentran la mochila de Sara enterrada en la nieve.
A su regreso a la cabaña, son atacados. Erlend es asesinado en un intento de defender la cabaña, y los demás aseguran el lugar. Vegard por su parte, investiga la cueva, y acaba descubriendo armas de fuego y cascos alemanes, así como la cabeza cortada de Sara y una bandera nazi. En ese momento es atacado por un zombi, pero escapa a la superficie y enfrenta al monstruo. Vegard apuñala al zombi en el ojo, pero se cae del acantilado por culpa de un segundo asaltante. Vegard es mordido en el cuello por el zombi, mientras que los dos cuelgan del acantilado utilizando un intestino como cuerda. Se sube de nuevo a la moto de nieve, se sutura sus heridas, y monta una ametralladora a su moto de nieve.
Mientras tanto, los restantes cuatro amigos deciden separarse. Los dos hombres, Martin y Roy, intentan distraer a los zombis, mientras que las dos mujeres, Hanna y Liv, huyen para llegar a los coches e ir en busca de ayuda. En el camino hacia los autos, las chicas son emboscadas por zombis y se separan. Liv es capturada por dos zombis que acaban comiéndose sus tripas, Liv decide activar una granada de un zombi, provocando que los tres acaben muriendo. Hanna conduce a un zombi a un borde del acantilado, rompe el hielo, y caen. Los dos sobreviven, y Hanna mata al zombi.
Martin y Roy prenden fuego accidentalmente a la cabina con un cóctel Molotov. Ellos escapan, y se arman con las herramientas eléctricas, empezando una batalla contra los zombis. Justo cuando apenas tienen fuerzas, aparece Vegard, ayudándolos en la batalla. Durante el ataque, Vegard muere y Martin mata accidentalmente a Hanna, que había vuelto a la cabaña. Aturdido, Martin es mordido en el brazo. Para evitar ser infectado, se corta el brazo con una motosierra. Después de matar a los zombis restantes, Martin y Roy atacan a Herzog, que hace un llamamiento a cientos de zombis que se elevan de debajo de la nieve. Deciden escapar pero Roy es golpeado en la cabeza con un martillo, y acaba destripado por una rama de un árbol, recibiendo el golpe de gracia por Herzog, que recupera un reloj del bolsillo.
Martin se da cuenta de la intención de los zombis, y recupera la caja de la cabaña en ruinas. Se la devuelve a Herzog, y escapa en el coche. Allí, se encuentra con una moneda de oro en el bolsillo y Herzog aparece repentinamente rompiendo la ventana del coche.

## Reparto
- Charlotte Frogner como Hanna Delon.
- Stig Frode Henriksen como Roy Toivonen.
- Bjørn Sundquist como The Wanderer.
- Ane Dahl Torp como Sara Heriksen.
- Jenny Skavlan como Chris Frogner.
- Ørjan Gamst como Standartenführer Herzog.
- Vegar Hoel como Martin Hykkerud.
- Jeppe Laursen como Erlend Johnsen.
- Evy Kasseth Rosten como Liv Beck.
- Lasse Valdal como Vegard Rosten.
- Jerid Myers como Ronald.